# Mutt and Jeff
Mutt and Jeff est un comic strip créé par Bud Fisher en 1907. La série, reprise en 1932 par Al Smith, fut publiée jusqu'en 1980.
Elle n'a jamais été traduite en français.

## Historique de la publication
Si A. Piker Clerk de Clare Briggs, publié en 1903, est le premier comic strip de l'histoire, Mutt and Jeff, de Bud Fisher,  est celui qui va vraiment lancer ce format grâce au succès qu'il acquiert rapidement. Le strip commence à paraître chaque jour dans le  San Francisco Examiner de  William Randolph Hearst à partir du 15 novembre 1907. Bud Fisher prend la précaution de déposer le copyright de son œuvre, ce qui lui permet d'être en position de force face à Hearst. Ainsi parvient-il à garder le contrôle de son strip, après un jugement du tribunal, quand Hearst voulait confier la série à d'autres dessinateurs. De même il est capable de quitter le  King Features Syndicate pour le Wheeler Syndicate en faisant valoir ses droits d'auteurs.

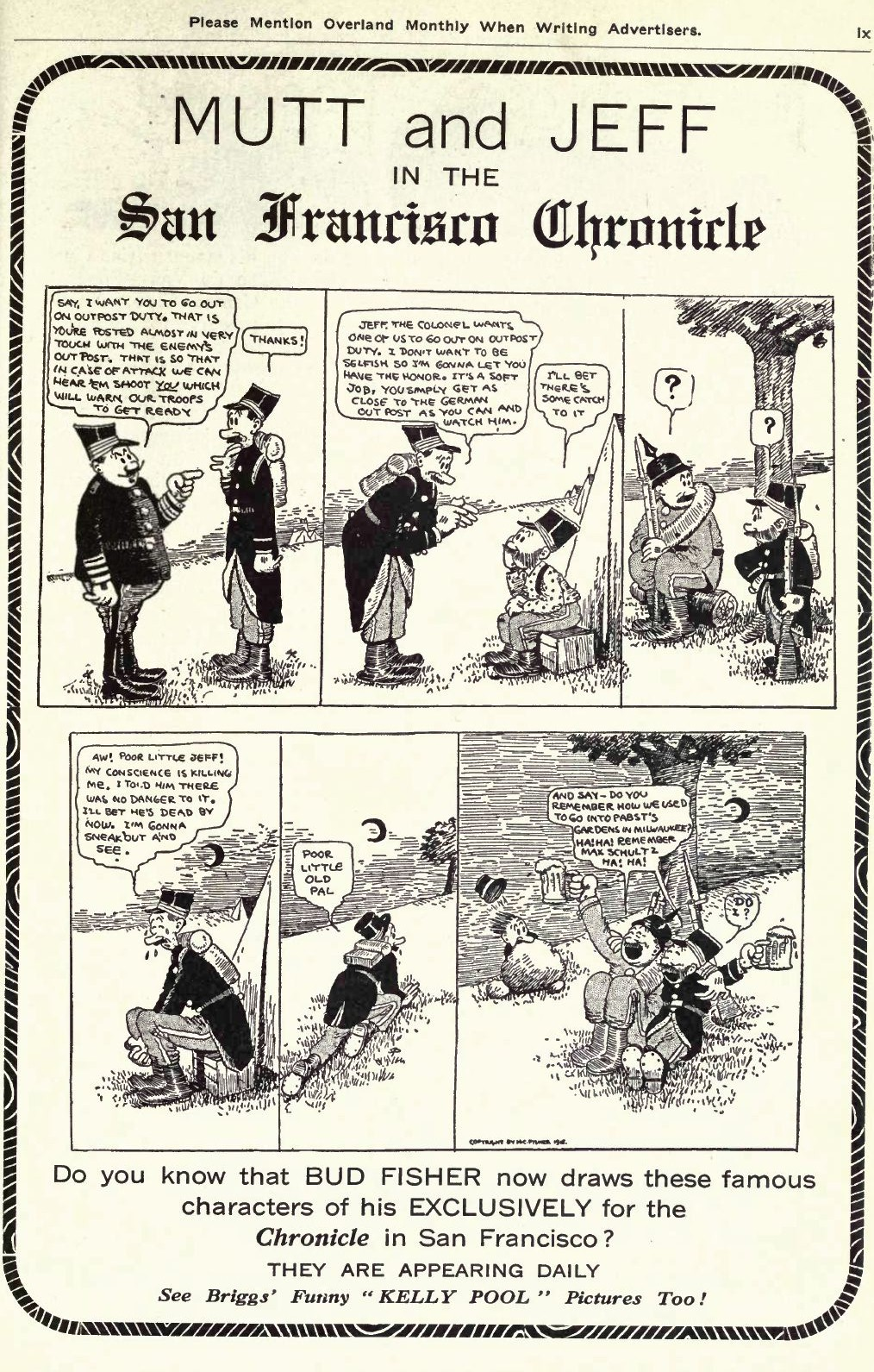
Annonce du comic strip de Mutt and Jeff extraite du Overland Monthly, janvier 1916

Le succès de la série est telle qu'elle est adaptée en dessin animé en 1913. Une centaine de films seront réalisés, notamment par Raoul Barré et Charley Bowers. Plus tard en 1934, Mutt and Jeff sont en couverture du premier comic book, Famous Funnies, et sont présents dans le magazine. Le comics All-American Comics réédite, dès son premier numéro, les strips en complément d'autres séries présentes dans le magazine. Puis en 1939, les deux héros gagnent leur propres comic book qui est édité par DC Comics jusqu'en 1958, date de leur reprise par Harvey Comics qui garde le titre un an avant que Dell Comics le publie jusqu'en 1965.
Entre-temps Bud Fisher a peu à peu délaissé le strip pour profiter de sa richesse et c'est un de ses assistants, Al Smith, qui s'occupe de la série. C'est cependant seulement à partir de 1954, à la mort de Bud Fisher, que Smith signe de son nom les strips. Al Smith reste jusqu'en 1980. Deux ans plus tard, le strip cesse d'être publié.

## Éditions françaises

### En France
Quelques planches de Mutt and Jeff sont parues dans Charlie Mensuel (n° 22 et 23 en 1970, n° 25 à 28, 30-31 en 1971)
Plusieurs planches du « Topper » (Strip Complémentaire à la Sunday Page) intitulé « Cicero's Cat » ont été publiées par la SPE dans Bibi Fricotin ou encore les Pieds Nickelés (sous le titre « Arthur le Chat »)

### Au Québec
Des journaux du Québec ont accueilli la bande dessinée Mutt and Jeff dans leurs pages, comme La Patrie ou La Tribune.